# Rogen Ladon
Rogen Ladon (* 10. November 1993 in Bago City) ist ein philippinischer Boxer im Halbfliegengewicht. Er ist der jüngere Bruder des ehemaligen Boxers Joegen Ladon.

## Karriere
Ladon begann 2007 mit dem Boxen und gewann die Philippinische Juniorenmeisterschaft 2009, das Hongkong International Tournament 2011, den Taipei City Cup 2012 und die Philippinischen Meisterschaften 2013. Bei den Asienmeisterschaften 2013 in Jordanien erreichte er den fünften Rang.
2015 gewann er jeweils die Silbermedaille bei den Südostasienspielen in Singapur und den Asienmeisterschaften in Thailand. Er konnte anschließend an den Weltmeisterschaften 2015 in Katar teilnehmen. Er besiegte dabei in der Vorrunde den Argentinier Leandro Blanc, im Achtelfinale den Mexikaner Joselito Velásquez und im Viertelfinale den Polen Dawid Jagodziński. Erst im Halbfinale unterlag er dem Russen Wassili Jegorow und stieg daher mit einer Bronzemedaille aus der WM aus. Es war der erste philippinische Medaillengewinn bei einer Box-WM seit acht Jahren.
Bei der asiatischen Olympiaqualifikation 2016 in China erreichte er den zweiten Platz, nachdem er erst im Finale mit 1:2-Richterstimmen gegen Hasanboy Doʻsmatov unterlag. Zuvor besiegte er Tosho Kashiwazaki, Hassan Skakir und Devendro Singh. Er qualifizierte sich somit für die Olympischen Spiele 2016, wo er aber im ersten Kampf gegen Yuberjen Martínez ausschied.
Im Mai 2017 gewann er eine Bronzemedaille bei den Asienmeisterschaften in Usbekistan und qualifizierte sich damit für die Weltmeisterschaften 2017 in Hamburg, wo er im Achtelfinale gegen Schomart Jerschan ausschied.
Im September 2018 gewann er die Silbermedaille bei den Asienspielen in Indonesien, als er erst im Finalkampf gegen Jasurbek Latipov unterlegen war. 2019 gewann er die Südostasienspiele auf den Philippinen.